# Herbert Holtfreter
Herbert Holtfreter (* 21. November 1932 in Wismar; † März 2003) war ein deutscher Fußballspieler.

## Sportliche Laufbahn
Holtfreter spielte bis 1951 für die SG Einheit Wismar. Ab 1951/52 trat er mit der BSG Motor Wismar ein Jahr in der höchsten DDR-Fußballklasse Oberliga an, bevor die BSG Motor wieder in die DDR-Liga abstieg. In dieser Saison erzielte Holtfreter als etatmäßiger Stürmer für die Wismaraner insgesamt zehn Tore in 35 Spielen. Bis November 1954 spielte Holtfreter noch 51-mal für Wismar in der DDR-Liga und schoss dort 29 Tore.
Im November 1954 wechselte Holtfreter gemeinsam mit Heinz Minuth aus Wismar zur neuen Oberliga-Mannschaft des SC Empor Rostock. Für Empor debütierte er am 21. November 1954 im Auswärtsspiel am 10. Spieltag beim DDR-Meister Turbine Erfurt (0:4). Seine ersten Treffer für Rostock, drei in der Summe, gelangen ihm im FDGB-Pokal gegen Empor Wurzen (4:1) am 12. Dezember 1954. Er wurde somit Teil jener Mannschaft, die den ersten Pflichtspielsieg überhaupt für den neuen Club aus dem Bezirk Rostock errangen. Im folgenden Oberliga-Punktspiel am 13. Spieltag der Oberliga-Saison 1954/55 bei Motor Zwickau (1:2), traf er erstmals auch in der höchsten Spielklasse für die Ostseestädter. Nachdem Empor Rostock seit der Gründung in der Oberliga lediglich ein Unentschieden einfuhr, somit in der Tabelle vom ersten auf den zwölften Platz abfiel und sich in Abstiegsgefahr begab (Holtfeter bestritt seit seinem Debüt bis dorthin jedes Pflichtspiel für Rostock), folgte am 16. Spieltag der Saison 1954/55 gegen die BSG Motor Zwickau (3:0) der erste Oberliga-Sieg in der noch jungen Vereinshistorie, an dem er seinen Anteil hatte. Wenige Tage vor diesem Sieg stellte sich das Oberliga-Kollektiv auf Anregung der Gesellschaft für Deutsch-Sowjetische Freundschaft (DSF) im Haus der Freundschaft der Kritik Rostocker Werktätiger, die Gründe für die Sieglosserie seit der Gründung des Clubs erfahren wollten.
Für Empor Rostock absolvierte er insgesamt 110 Einsätze in der Oberliga und erzielte dabei 30 Tore, sowie 15 Spiele im FDGB-Pokal, in denen er zwölf Tore erzielte. Mit Rostock erreichte Holtfreter 1955 das Pokalfinale, verlor aber mit seiner Mannschaft gegen den SC Wismut Karl-Marx-Stadt mit 2:3. In den Jahren 1955 und 1956 bestritt er drei Länderspiele mit der DDR-B-Nationalmannschaft, in denen er stets als Mittelstürmer eingesetzt wurde. Als Rostock nach dem Abstieg aus der Oberliga 1957 in der zweitklassigen DDR-Liga spielen musste, ging Holtfreter zwischenzeitlich in den Westen zu Holstein Kiel, wo er vorerst nicht für die Oberliga spielberechtigt war. Er kam schon nach kurzer Zeit nach Mecklenburg zurück; die Angelegenheit wurde in der DDR-Presse intensiv erörtert.
Nach seiner Zeit in Rostock kehrte Holtfreter nach Wismar zurück und schloss sich der TSG Wismar an, für die er noch zwei Jahre in der DDR-Liga spielte und in 28 Spielen drei Tore erzielte. Sein letztes DDR-Liga-Spiel für die TSG bestritt Holtfreter am 8. Mai 1966 bei Vorwärts Neubrandenburg (0:0).

## Erfolge
- FDGB-Pokalfinale: 1955 (Empor Rostock)